# Дворје (Церкље на Горењскем)
Дворје (словен. Dvorje) је насељено место у општини Церкље на Горењскем, Горењска регија, Словенија.

## Историја
До територијалне реорганизације у Словенији било је у саставу старе општине Крањ.

## Становништво
У попису становништва из 2011. године, Дворје је имало 431 становника.
| Број становника према пописима | Број становника према пописима | Број становника према пописима |
| ------------------------------ | ------------------------------ | ------------------------------ |
| 1991                           | 2002                           | 2011                           |
| 398                            | 414                            | 431                            |

Напомена: Године 2011. извршена је мања размена територије између насеља Церкље на Горењскем и Дворје.

## Галерија
- поток Река (познат и као поток Брник), десна притока Пшате
- дворац Стрмол